# Dennis Acres (Misuri)
Dennis Acres es una villa ubicada en el condado de Newton en el estado estadounidense de Misuri. En el Censo de 2010 tenía una población de 76 habitantes y una densidad de población de 611,33 personas por km².

## Geografía
Dennis Acres se encuentra ubicada en las coordenadas 37°2′47″N 94°30′15″O / 37.04639, -94.50417. Según la Oficina del Censo de los Estados Unidos, Dennis Acres tiene una superficie total de 0.12 km², de la cual 0.12 km² corresponden a tierra firme y (0%) 0 km² es agua.

## Demografía
Según el censo de 2010, había 76 personas residiendo en Dennis Acres. La densidad de población era de 611,33 hab./km². De los 76 habitantes, Dennis Acres estaba compuesto por el 76.32% blancos, el 0% eran afroamericanos, el 1.32% eran amerindios, el 0% eran asiáticos, el 1.32% eran isleños del Pacífico, el 14.47% eran de otras razas y el 6.58% pertenecían a dos o más razas. Del total de la población el 18.42% eran hispanos o latinos de cualquier raza.